# アレグザンダー・マクドナルド (第2代マクドナルド男爵)
第2代マクドナルド男爵アレグザンダー・ウェントワース・マクドナルド（英語: Alexander Wentworth Macdonald, 2nd Baron Macdonald、1773年12月9日 – 1824年6月19日）は、イギリスの政治家、アイルランド貴族。1796年から1802年まで庶民院議員を務めた。

## 生涯
初代マクドナルド男爵アレグザンダー・マクドナルドと妻エリザベス・ダイアナ（Elizabeth Diana、旧姓ボスヴィル（Bosville）、1748年7月25日洗礼 – 1789年10月18日、ゴドフリー・ボスヴィルの娘）の息子として、1773年12月9日に生まれた。イングランドで教育を受けた。
1790年にコルネット（騎兵少尉）としてイギリス陸軍の竜騎兵第10連隊に配属され、1793年まで軍務についた。
1795年9月12日に父が死去すると、マクドナルド男爵位を継承した。1797年6月20日、スカイ島およびロング島志願兵中隊（Islands of Sky and Long Island Volunteer Companies）隊長に任命された。この連隊はマクドナルド男爵が自身の領地から招集した兵士で構成され、1802年に解散された。
1796年イギリス総選挙でソルタッシュ選挙区から出馬して当選した。この議席はジェームズ・ブラーから購入したものとされた。議会ではあまり演説しなかったが、1798年1月に小ピットの所得税法案に賛成票を投じるなど第1次小ピット内閣を支持し、1802年イギリス総選挙では出馬せず議員を退任した。
議員退任以降はハイランド地方での領地管理に専念、領地にネオ・ゴシック様式の城を建てた。1806年にマクドナルド男爵を訪問したジョン・スペンサー・スタンホープはマクドナルド男爵が領地で「王以上の権力を行使した」（more than royal power）と記述した。
1806年2月22日、小ピットの葬儀に出席した。
1824年6月19日に生涯未婚のままロンドンのウエスト・エンドにあるウェルベック・ストリートで死去、25日に聖マーガレット教会に埋葬された。弟ゴドフリー・ボスヴィルが爵位を継承した。